# Orangelo
Orangelo (a Puerto Rico chironja) és un fruit cítric híbrid obtingut pel cruament espontani entre una aranja i una taronja. Va aparèixer, cap a 1956, en els arbres que donaven ombra a una plantació de cafè a les terres altes de Puerto Rico.
Són fruits més grossos i de color groc més brillant que les seves plantes progenitores.
Els orangelos es mengen de la mateixa manera que les aranges (tallats pel mig i menjats amb una cullareta) però són més dolços i més fàcils de pelar.